# Xu Shen
Xu Shen (ur. 58, zm. 147) – chiński uczony, konfucjanista, autor pierwszego etymologicznego słownika chińskiego pisma pt. Shuowen Jiezi (說文解字).

## Życiorys
Xu Shen żył za czasów Wschodniej Dynastii Han. Pochodził z rejonów dzisiejszego Luohe w prowincji Henan. Był uznanym konfucjanistą specjalizującym się w badaniach nad Pięcioksięgiem, któremu poświęcił pracę Wujing yiyi (五經異義), zaginioną i zniekształconą w czasach dynastii Tang. Uczony Chen Shouqi (陳壽棋, 1771-1834) częściowo zrekonstruował tekst tej pracy z zachowanych fragmentów i cytatów.

## Słownik i klucze
Próbując uporządkować chińskie znaki Xu Shen wprowadził pionierski system tzw. kluczy. Ponad 9 tysięcy znaków pisma małopieczęciowego wymienionych w jego słowniku Shuowen Jiezi przyporządkowane jest do 540 kluczy.
Xu ukończył Shuowen Jiezi w 100 r., ale z powodów politycznych dzieło czekało na publikację do 121 r.